# Konvention om vägtrafik
Konventionen om vägtrafik (Wienkonventionen om vägtrafik), eller på engelska Convention on Road Traffic, är ett internationellt avtal om vissa gemensamma regler för vägtrafik. Syftet är att underlätta internationell vägtrafik och förbättra vägsäkerhet. Konventionen skapades av UNECE, FN:s ekonomiska kommission för Europa, i Wien den 8 november 1968.
De viktigaste reglerna, avser trafik utanför landet där ett motorfordon är registrerat:

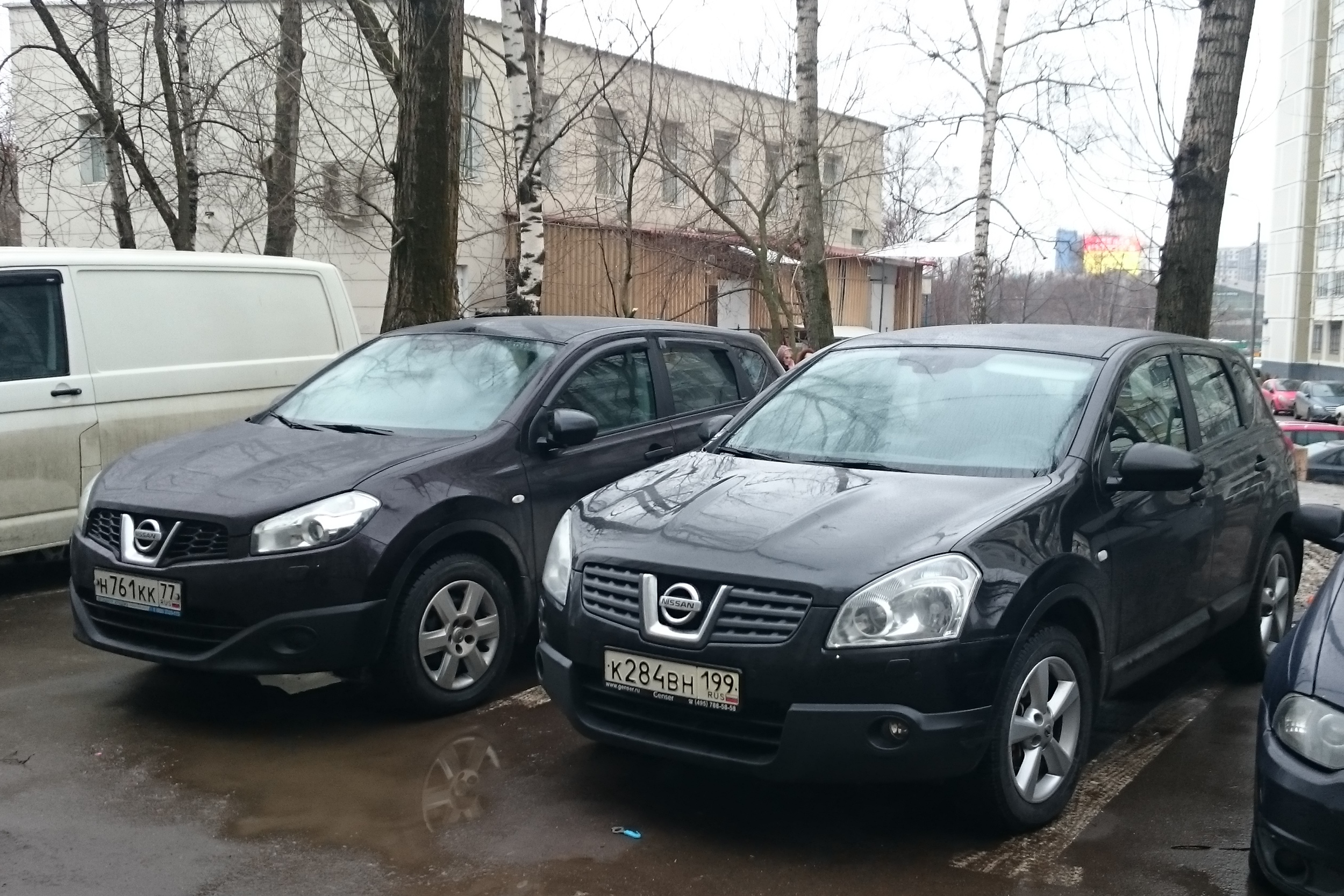
Ryska bilar har bara de kyrilliska bokstäver som liknar de latinska, även om uttalet är annorlunda. Dessa bilar har N761KK77 respektive K284BN199.

- registreringsskylten ska ha latinska bokstäver och arabiska siffror.
- nationalitetsmärke ska finnas. Sedan konventionen ändrades 2006 kan märket vara integrerat i registreringsskylten.
- Tekniska godkännanden i hemlandet gäller i alla länder som godkänt konventionen.
- Registreringsbevis måste tas med.

## Deltagande stater
- Albanien
- Azerbajdzjan
- Bahamas
- Bahrain
- Belarus
- Belgien
- Bosnien och Hercegovina
- Brasilien
- Bulgarien
- Centralafrikanska republiken
- Danmark
- Elfenbenskusten
- Estland
- Filippinerna
- Finland
- Frankrike
- Georgien
- Grekland
- Guyana
- Iran
- Israel
- Italien
- Kazakstan
- Kongo-Kinshasa
- Kroatien
- Kuba
- Kuwait
- Lettland
- Litauen
- Luxemburg
- Marocko
- Moldavien
- Monaco
- Mongoliet
- Montenegro
- Niger
- Nordmakedonien
- Norge
- Pakistan
- Polen
- Rumänien
- Ryssland
- San Marino
- Schweiz
- Senegal
- Serbien
- Seychellerna
- Slovakien
- Slovenien
- Sydafrika
- Storbritannien
- Sverige
- Tadzjikistan
- Tjeckien
- Tunisien
- Turkmenistan
- Tyskland
- Ukraina
- Ungern
- Uruguay
- Uzbekistan
- Zimbabwe
- Österrike

### Stater som har undertecknat men inte ratificerat konventionen
- Chile
- Costa Rica
- Ecuador
- Ghana
- Indonesien
- Mexiko
- Portugal
- Sydkorea
- Spanien
- Taiwan
- Thailand
- Vatikanstaten
- Venezuela

Ett land som inte undertecknat konventionen och inte följer den är Kina. Turister från Europa får inte föra in fordon dit utan mycket byråkrati.